# 수페르코파 이탈리아나 2019
수페르코파 이탈리아나 2019은 수페르코파 이탈리아나의 32번째 대회이며, 네이밍 스폰서십에 따라  코카-콜라 슈퍼컵으로도 불린다. 2019년 12월 22일 사우디아라비아 리야드에 소재한 킹 사우드 대학 경기장에서 열렸다. 올해 대회는 세리에 A 2018-19 우승 구단인 유벤투스와 코파 이탈리아 2018-19의 우승팀인 라치오 간의 경기가 이뤄졌다.
라치오가 1–3의 승리를 거두며, 다섯 번째 우승을 일궜다.

## 대회 정보
본 대회로 유벤투스와 라치오는 수페르코파 이탈리아나에서 다섯 번째로 맞붙게 됐으며, 인테르나치오날레-로마의 기록을 넘어 대회 역사상 최다 대진의 기록을 세웠다. 이전의 4번의 경기에서는 양 팀이 각각 2차례씩 우승하였는데 유벤투스는 2013년과 2015년, 라치오는 1998년과 2017년에 우승했다. 유벤투스는 8회 연속 참가를 기록하며 인테르나치오날레의 기록을 넘어섰다.
열한 번째로 이탈리아 국외에서 개최됐고, 지난해 제다에 이어 리야드에서 열리며 사우디아라비아에서는 두 번째로 열렸다. 아시아에서는 여덟 번째다.

## 참가 구단
| 구단     | 출전 자격                  | 참가 기록 (굵은 글씨는 우승 기록)                                                         |
| -------- | -------------------------- | ----------------------------------------------------------------------------------------- |
| 유벤투스 | 세리에 A 2018-19 우승      | 14회 (1990, 1995, 1997, 1998, 2002, 2003, 2005, 2012, 2013, 2014, 2015, 2016, 2017, 2018) |
| 라치오   | 코파 이탈리아 2018-19 우승 | 7회 (1998, 2000, 2004, 2009, 2013, 2015, 2017)                                            |

## 경기 정보
| 유벤투스     | 1 – 3 | 라치오                                            |
| ------------ | ----- | ------------------------------------------------- |
| - 디발라 45′ | 기록  | - 루이스 알베르토 16′ - 룰리치 73′ - 카탈디 90+4′ |

| 유벤투스 | 라치오 |

|                 |                 |                         |           |     |
|                 |                 |                         |           |     |
| GK              | 1               | 보이치에흐 슈쳉스니     |           |     |
| RB              | 2               | 마티아 데 실리오        |           | 55′ |
| CB              | 19              | 레오나르도 보누치 (C)   |           |     |
| CB              | 28              | 메리흐 데미랄           |           |     |
| LB              | 12              | 알레스 산드루           |           |     |
| CM              | 30              | 로드리고 벤탕쿠르       | 48′ 90+3′ |     |
| CM              | 5               | 미랄렘 퍄니치           |           |     |
| CM              | 14              | 블레즈 마튀디           | 9′        | 76′ |
| AM              | 10              | 파울로 디발라           |           |     |
| CF              | 21              | 곤살로 이과인           |           | 66′ |
| CF              | 7               | 크리스티아누 호날두     |           |     |
| 교체 명단:      |                 |                         |           |     |
| GK              | 31              | 카를로 핀솔리오         |           |     |
| GK              | 77              | 잔루이지 부폰           |           |     |
| DF              | 4               | 마테이스 더 리흐트      |           |     |
| MF              | 8               | 에런 램지               |           | 66′ |
| FW              | 11              | 도글라스 코스타         |           | 76′ |
| DF              | 13              | 다닐루                  |           |     |
| FW              | 16              | 후안 콰드라도           |           | 55′ |
| FW              | 20              | 마르코 퍄차             |           |     |
| MF              | 23              | 엠레 잔                 |           |     |
| DF              | 24              | 다니엘레 루가니         |           |     |
| MF              | 25              | 아드리앵 라비오         |           |     |
| FW              | 33              | 페데리코 베르나르데스키 |           |     |
| 감독:           |                 |                         |           |     |
| 마우리치오 사리 | 마우리치오 사리 | 마우리치오 사리         | 90′       |     |

|               |    |                           |       |     |
|               |    |                           |       |     |
| GK            | 1  | 토마스 스트라코샤         |       |     |
| CB            | 3  | 루이스 펠리피             |       |     |
| CB            | 33 | 프란체스코 아체르비       |       |     |
| CB            | 26 | 슈테판 라두               |       |     |
| RM            | 29 | 마누엘 라차리             |       |     |
| CM            | 21 | 세르게이 밀린코비치사비치 |       |     |
| DM            | 6  | 루카스 레이바             | 35′   | 64′ |
| CM            | 10 | 루이스 알베르토           | 58′   | 67′ |
| LM            | 19 | 세나드 룰리치 (C)         |       |     |
| CF            | 17 | 치로 임모빌레             |       | 82′ |
| CF            | 11 | 호아킨 코레아             |       |     |
| 교체 명단:    |    |                           |       |     |
| GK            | 23 | 구이도 게리에리           |       |     |
| GK            | 24 | 실비오 프로토             |       |     |
| DF            | 4  | 힐 파트리크               |       |     |
| MF            | 7  | 발론 베리샤               |       |     |
| DF            | 15 | 바스투스                  |       |     |
| MF            | 16 | 마르코 파롤로             |       | 67′ |
| FW            | 20 | 펠리페 카이세도           |       | 82′ |
| MF            | 22 | 조니                      |       |     |
| MF            | 28 | 안드레 안데르손           |       |     |
| MF            | 32 | 다닐로 카탈디             | 90+2′ | 64′ |
| FW            | 34 | 바비 아데카니옌           |       |     |
| DF            | 77 | 아담 마루시치             |       |     |
| 감독:         |    |                           |       |     |
| 시모네 인차기 |    |                           |       |     |

| 부심: 알레산드로 코스탄초 조르지오 페레티 대기심: 파비오 마레스카 보조심: 스테파노 알라시오 비디오 판독심: 파올로 마졸레니 보조 비디오 판독심: 피에로 지아코멜리 | 경기 규칙 - 전, 후반 90분 동안 치러진다. - 전, 후반 무승부 시 30분간 연장전을 치른다. - 연장전까지 무승부일 경우 승부차기를 통해 우승팀을 가린다. - 12명의 교체 선수를 등록할 수 있으며 3명까지 교체할 수 있다. |

## 같이 보기
- 세리에 A 2018-19
- 코파 이탈리아 2018-19